# Kenneth Nash
Kenneth Nash ist ein US-amerikanischer Jazz-Percussionist, Komponist und Produzent.

## Leben und Wirken
Nash´s Karriere begann in den 1970er Jahren. Seitdem war er beinahe auf hundert Jazz-Aufnahmen, meisten als Sideman, aber auch auf eigenen Alben zu hören. Er spielte mit Jazz-Größen wie Pharao Sanders, Art Pepper, Herbie Hancock, Dizzy Gillespie, Roy Haynes, Joe Henderson, Woody Herman und vielen anderen. Höhepunkte der Karriere waren ein Auftritt mit Gene Ammons beim Montreux Jazz Festival und mit Herbie Hancock beim Newport Jazz Festival. Nash war auch Mitglied in der Hancock-Band The Headhunters. Mit Andy Narell war er mehrfach auf Europatournee. Seit 2010 ist er Mitglied der Band The Pyramids um den Multiinstrumentalisten Idris Ackamoor.
Seine Musik ist nach eigenen Angaben beeinflusst von klassischer, kubanischer und afrikanischer Musik, Jazz, Pop, Funk und Hip-Hop.
Nash betreibt seit 1981 ein Aufnahmestudio und eine Produktionsfirma. Sein Lehrbuch RhythmsTalk wurde in mehreren Sprachen veröffentlicht.

## Diskografie
- Shine On; mit John Mehler, CD, 1993, Blueds Records
- Double Disc Jazz Praise (Light the Night/Jazz Praise), mit John Mehler, CD, Maranatha Music
- A Touch of Kenneth Nash - Music From a Far Away Place, CD

als Sideman:
- V.S.O.P., mit Herbie Hancock
- Merl Saunders and Friends, mit Merl Saunders
- Village of the Pharoahs, mit Pharao Sanders